# Rompbevrachting
Rompbevrachting is een overeenkomst waarbij een rompvervrachter een zeeschip voor een bepaalde tijd ter beschikking stelt aan een rompbevrachter. Het schip dient ingeschreven te worden in het rompbevrachtingsregister. Daarmee verkrijgt het de wettelijke hoedanigheid van een schip in het land van inschrijving.

## Commercieel
Als een rederij wenst om volledige controle te hebben over het schip, maar geen aankoop verkiest, wordt een rompbevrachting opgesteld.
Onder deze regeling wordt de investeerder eigenaar van het schip en verleent gebruik aan de bevrachter voor een specifieke periode, meestal 10 tot 20 jaar. De bevrachter zorgt voor het schip en regelt de operatie- en reiskosten. De eigenaar, die meestal een financiële institutie is zoals een levensverzekeraar of pensioenfonds, is niet betrokken in de technische of operationele handelingen van het schip en er wordt geen kennis van de maritieme sector van deze verwacht, het is slechts een investering. De voordelen hiervan zijn voor beide partijen van kracht: een rederij hoeft hierbij geen grote investeringen te doen en de investeerder kan van belastingvoordelen genieten.

## Recreationeel
In de jachtwereld is een rompbevrachting meestal voor een kortere periode. Er zijn meer dan honderd verschillende, gespecialiseerde bedrijven hiervoor verspreid over de wereld. Deze zorgen dat locatie en specifieke eisen van de klant ingevuld zijn, vergelijkbaar met een reisagentschap die het hotel en dergelijke regelt. Dit kan van een zeilboot tot een luxe-jacht gaan. Rompbevrachting is  in een stijgende lijn. De verklaring achter deze trend is  dat velen een semi-eigendom verkiezen boven de kosten en onderhoud van het bezitten van een jacht. Het is meestal mogelijk om bemanning, officieren en kapitein mee te huren in de rompbevrachting. In sommige wetgevingen is dit zelfs verplicht.